# Sunfeast Open 2005
Il Sunfeast Open 2005 è stato un torneo di tennis giocato sul cemento indoor. È stata la 1ª edizione del torneo, che fa parte della categoria Tier III nell'ambito del WTA Tour 2005. Si è giocato a Calcutta in India, dal 19 al 25 settembre 2005.

## Campionesse

### Singolare
Anastasija Myskina ha battuto in finale  Karolina Šprem con il punteggio di 6–2, 6–2

### Doppio
Elena Lichovceva /  Anastasija Myskina hanno battuto in finale  Neha Uberoi /  Shikha Uberoi con il punteggio di 6–1, 6–0